# Handaoia brevipennis
Handaoia brevipennis là một loài tò vò trong họ Ichneumonidae.